# Cabralea oblongifoliola
Cabralea oblongifoliola es una especie de fanerógama conocida por varios nombre vulgares, principalmente como cedro macho.
Es originaria de los bosques subtropicales de Sudamérica.[cita requerida]

## Características
Es una especie polimórfica, pudiendo ser arbustiva o presentarse en forma de árbol, pudiendo alcanzar, en ese caso, una altura de 30 m y 1 m de diámetro; madera rojiza, rosada, violácea o amarilla. Las hojas, perennes, son compuestas e imparipinnadas.  Flores dispuestas en inflorescencias (panículas),  blancas o verdosas, con pétalos libres formando un tubo globoso.  Frutos  cápsulas globosas u ovoides, color rojo oscuro. La corteza es pardo cenicienta, hendida y escamosa, con crestas duras y cortantes.
De clima subtropical, de copa frondosa, con hojas perennes, y pequeñas flores de color blanco verdoso. El tronco generalmente es largo y recto, con corteza gruesa y rugosa.

## Madera
Tiene madera semidura y medianamente pesada. Su peso específico es de 0,65 a 0,75 g/cm³. De color castaño oscuro rojizo, con vetas pronunciadas y brillo medio. Es una maderas bastante parecida al cedro misionero, de similares características mecánicas, siendo ideal para carpintería. Se trabaja sin dificultad en maquinado, tiende a rajarse al aplicar clavos y tornillos; 

## Usos
Sus usos son básicamente destinados a la carpintería y a la luthería. En 1998 Gibson Guitar Corporation lazó al mercado una Les Paul hecha con tapa de Cancharana, dentro de la línea Smartwood de maderas exóticas.

## Nombres vulgares
- Cacharana
- Cajarana
- Cambarana
- Cambarano
- Cancherana
- Cangerana
- Canjarana
- Canjerana
- Canjerana amarilla
- Canjerana blanca
- Canjerana grande
- Canjerana roja
- Canjerano
- Carirana
- Caroba
- Cedro canjerana
- Cedro macho
- Gergelin
- Palo santo

## Sinonimia botánica
- Cabralea brachystachya C.DC.
- Cabralea burchellii C.DC.
- Cabralea cangerana C.J.Saldanha
- Cabralea canjerana (Vell.) Mart.
- Cabralea cauliflora Harms
- Cabralea corcovadensis C.DC.
- Cabralea eichleriana C.DC.
- Cabralea erismatica A.C.Sm.
- Cabralea estrellensis C.DC.
- Cabralea gaudichaudii C.DC.
- Cabralea glaberrima Juss.
- Cabralea glaziovii C.DC.
- Cabralea jussiaeana C.DC.
- Cabralea lacaziana Rizzini
- Cabralea laevis C.DC.
- Cabralea lagoensis C.DC.
- Cabralea lagoensis C.DC. Var. glabra C.DC.
- Cabralea lundii C.DC.
- Cabralea macrantha (C.DC.) Harms
- Cabralea macrophylla Fenzl ex C.DC.
- Cabralea macrophylla Fenzl ex C.DC. var. decomposita C.DC.
- Cabralea multijuga C.DC.
- Cabralea palescens C.DC.
- Cabralea pedunculata C.DC.
- Cabralea pilosa C.DC.
- Cabralea pilosa C.DC. Var. glabrior C.DC.
- Cabralea poeppigii C.DC.
- Cabralea riedelii C.DC.
- Cabralea rojasii C.DC.
- Cabralea schwackei C.DC.
- Cabralea silvatica C.DC.
- Cabralea sulcata C.DC.
- Cabralea villosa C.DC.
- Cabralea warmingiana C.DC.
- Cabralea warmingiana C.DC. Var. coriacea C.DC.
- Trichilia canjerana Vell.
- Turraea americana Vell.